# Allure Las Vegas
Allure Las Vegas es un edificio residencial en Las Vegas, Nevada de 142 metros (466 pies) y 41 pisos. EDI Architecture diseño el edificio, construido entre el 2005 y el 2007. El complejo originalmente consistía en dos torres, la segunda de 242 metros (79r pies) y 72 pisos, pero fue cancelada.